# 1501
- Wikisource

| Calendário gregoriano                                                        | 1501 MDI                                             |
| Ab urbe condita                                                              | 2254                                                 |
| Calendário arménio                                                           | 950 – 951                                            |
| Calendário bahá'í                                                            | -343 – -342                                          |
| Calendário budista                                                           | 2045                                                 |
| Calendário chinês                                                            | 4197 – 4198 Início a 20 de janeiro (aproximadamente) |
| Calendário copta                                                             | 1217 – 1218                                          |
| Calendário etíope                                                            | 1493 – 1494                                          |
| Calendários hindus - Vikram Samvat - Calendário nacional indiano - Cáli Iuga | 1556 – 1557 1422 – 1423 4601 – 4602                  |
| Calendário Holoceno                                                          | 11501                                                |
| Calendário islâmico                                                          | 906 – 908                                            |
| Calendário judaico                                                           | 5261 – 5262                                          |
| Calendário persa                                                             | 879 – 880                                            |
| Calendário rúnico                                                            | 1751                                                 |
| Calendário solar tailandês                                                   | 2044                                                 |

1501 (MDI, na numeração romana) foi um ano comum e o primeiro ano do século XVI do Calendário Juliano, da Era de Cristo, a sua letra dominical foi C (52 semanas), teve início a uma sexta-feira e terminou também a uma sexta-feira.
| Ano completo                       |
| ---------------------------------- |
| Ano comum com início à sexta-feira |

## Eventos
- João da Nova descobre a Ilha de Ascensão.
- 13 de Maio - Parte de Lisboa a expedição exploratória da costa brasileira trazendo a bordo Américo Vespúcio.
- 7 de Agosto - Embora possa ter ocorrido dia 17, admite-se ter ocorrido no dia 7 a chegada da expedição a Rio Grande do Norte, desembarcando em terra no dia 19.
- 24 de Agosto - Canibalismo de grumetes por nativos em terras não exploradas ainda no litoral do Rio Grande do Norte.[1]
- 1º de Novembro - Descobrimento da Baía de Todos os Santos, no litoral brasileiro.
- 12 de Dezembro - Criação da vila e município de Ponta do Sol.
- Estabelecimento da Dinastia Safávida no Irã.
- Chegada dos portugueses ao litoral brasileiro, desta vez na praia de Pontas de Pedras, em Goiana.

## Nascimentos
- 17 de Janeiro - Leonhart Fuchs, botânico alemão (m. 1566).
- 23 de Março - Pier Andrea Mattioli, médico e botânico italiano (m. 1577).
- 6 de Maio - Papa Marcelo II (m. 1555).
- 16 de Agosto - Promulgação de alvará criando novas fontes de receita para as obras de construção de nova igreja no Funchal.
- 24 de Setembro - Gerolamo Cardano, matemático, filósofo e médico italiano (m. 1576).
- John Dudley, 1.º Duque de Northumberland (m. 1553).
- Garcia de Orta, médico judeu português (m. 1568).

## Mortes
- Robert Gaguin, humanista francês (n. 1425).
- 26 de Março - João Gonçalves da Câmara, segundo Capitão do donatário e fundador do Convento de Santa Clara (Funchal) .

## Por tema
- 1501 no Brasil
- 1501 na ciência